# José Luis Lacunza Maestrjuán
José Luis Lacunza Maestruján O.A.R. (Pamplona, 1944. február 24. –) római katolikus pap, a Davidi egyházmegye nyugalmazott püspöke, bíboros.

## Élete
1969. július 13-án szentelték pappá. 

### Püspöki pályafutása
1985. december 30-án kinevezték Parthenia címzetes püspökévé és a Panamavárosi főegyházmegye segédpüspökévé, püspökké szentelése 1986. január 18-án volt. II. János Pál pápa 1994. október 29-én a Chitréi egyházmegye püspökévé, 1999. július 2-án pedig a Davidi egyházmegye püspökévé nevezte ki. Két mandátumon keresztül volt a Panamai Püspöki Konferencia elnöke. Ferenc pápa a 2015. február 14-i konzisztóriumon bíborossá kreálta, ezzel ő lett Panama első bíborosa. A Szentatya 2024. február 15-én elfogadta kérését és nyugállományba helyezte.